# Дамаскинаж

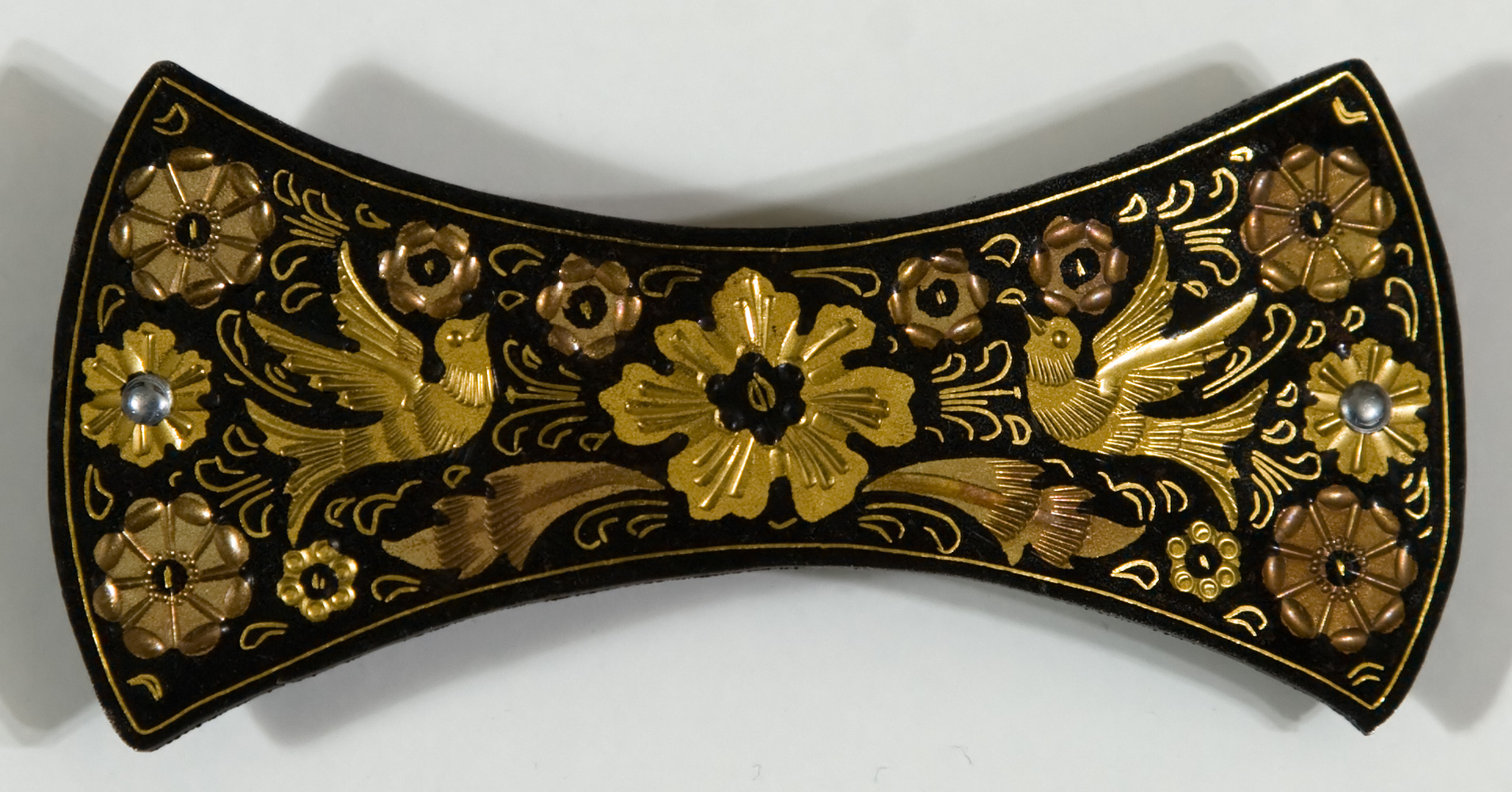
Женское украшение, исполненное в технике «дамаскинаж»

Дамаскинаж (фр. damasquinage), или неприжившееся название алл’агемина (итал. all'agemina) — в ювелирном деле искусство делать насечки на металле другим металлом; среднее между скульптурой и гравированием; насечка золотых, серебряных узоров на стальных изделиях
Эта декоративно-художественная техника была завезена в Италию в XV веке из Персии, её столицы Дамаска Персия - столица Дамаск??? (география  не правильное; отсюда её французское название.
Аженкур представил образец итальянской алл’агемина («Живопись», лист. 168) в изображении головки «эола» с взъерошенными волосами, на золотой пластинке; волосы были произведены серебряными нитями; в прочих частях рисунка золото. Описанный экземпляр составлял украшение чашечки и находился в собрании аббата Мауро Бони (Mauro Boni), подробно описавшего свою редкость в «Memorie per servire alla storia letteraria per l’anno 1799», семестр II, часть I.
На эту тему была написана диссертация аббата Франческони (Daniele Francesconi) «Illustrazione di un’Urnetta lavorata All' Agemina» (Венеция, 1800).